# 大基隆歷史場景再現計畫

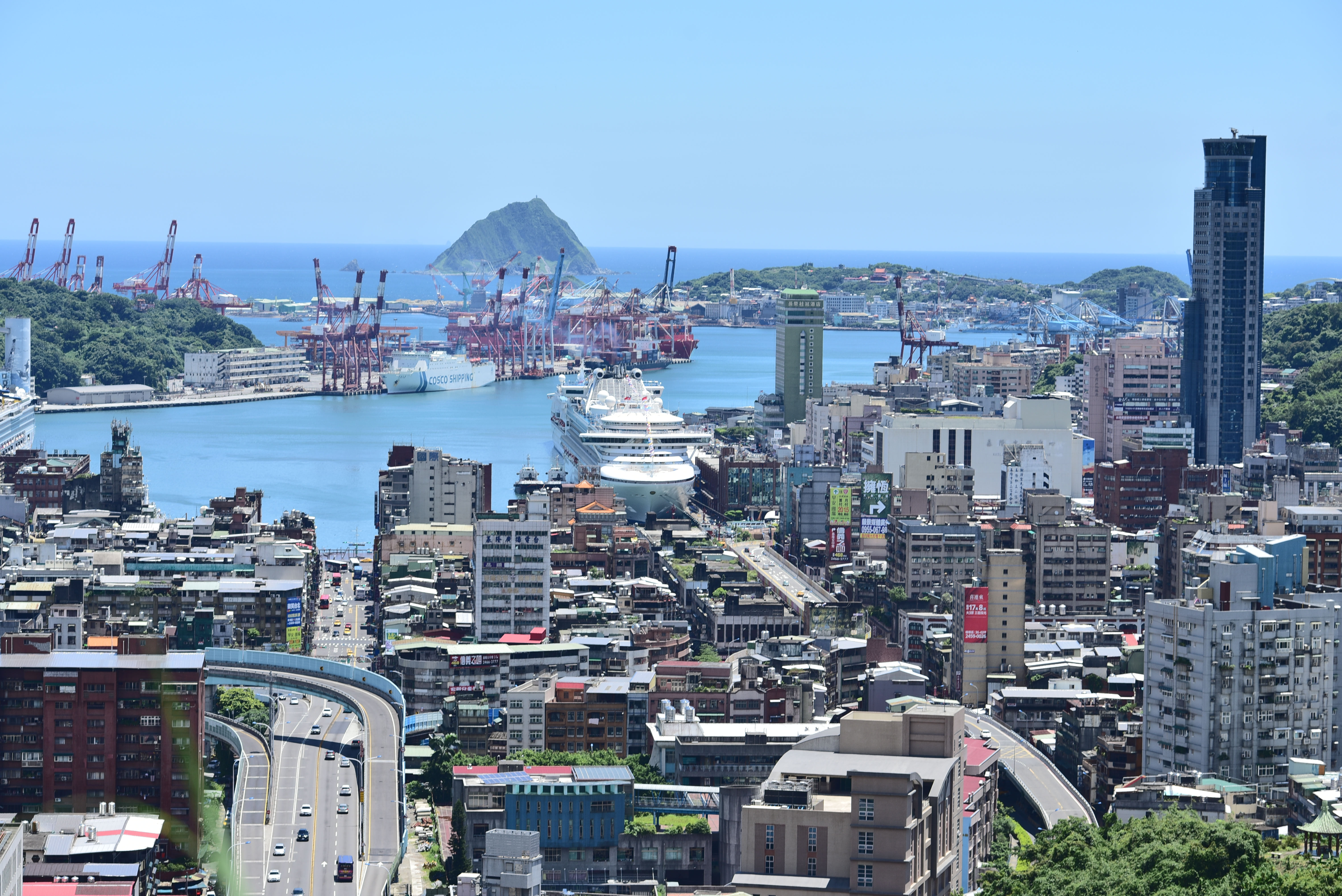
基隆港及基隆市區

大基隆歷史場景再現計畫是中華民國文化部在基隆市推行的文化發展計畫，期望透過再造歷史現場，強化文化空間治理並帶動城鄉發展，型塑文化資產的保存意識並保留歷史記憶，且融合到當今的城市地理特色當中，打造文化觀光廊帶。是全臺第一個以文化部門主導的都市再造計畫，同時也是20個縣市和30個計畫當中最旗艦且最具指標性的一件，投入總經費約新臺幣8億2347萬元。

## 歷史

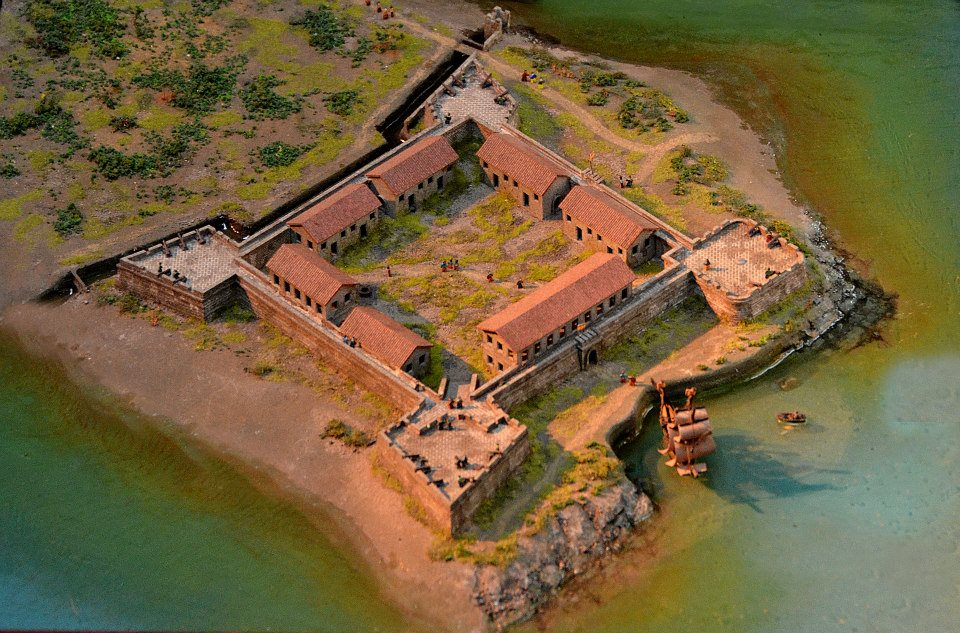
基隆聖薩爾瓦多城模型

基隆是臺灣文化資產密度最高的都市之一。自1626年西班牙人修築聖薩爾瓦多城開啟與世界史的連結，1841年鴉片戰爭期間驅逐來犯英軍獲得東亞史海戰上的重要勝利，1884年清法戰爭法軍久攻臺灣不下的勝利，以及從清領、日治到民國的築港工程並形成繁華的臺灣第一大港口都市等，累積了豐富且多層次歷史文化。

## 計畫內容

### 基地範圍
和平島
- 和平島全境
- 聖薩爾瓦多城遺址
- 阿拉寶灣．台灣東海岸移民社區
- 諸聖教堂考古遺址

東岸沙灣地區（沙灣歷史文化園區）
- 漁會正濱大樓
- 基隆要塞司令部
- 基隆市長官邸
- 松本記念館
- 基隆要塞司令部校官眷舍
- 基隆要塞司令官邸
- 大沙灣石圍遺構
- 清法戰爭紀念園區
- 太平輪遇難旅客紀念碑

西岸生活場域
- 白米甕砲台
- 太白里
- 防空洞群落
- 仙洞巖等生活聚落及周邊歷史空間。[4]

### 社寮島歷史文化園區
計畫中規劃籌設社寮島歷史文化園區，辦理和平島考古挖掘計畫、和平島文化園區規劃、出土文物管理計畫及和平島文化園區籌備營運管理維護計畫等。

### 軍港遷移
位在基隆港東4、5號碼頭的中華民國海軍威海營區一三一艦隊營舍老舊，且長期將基隆港東岸分隔為兩段，限縮港埠營運及城市發展。歷經多次協調，海軍同意配合東岸碼頭的「大基隆歷史場景計畫」，將營區遷至西岸牛稠港內，成立國防軍事專區，遷建經費約新臺幣20.89億元。2019年5月7日海軍主體營舍工程開工，整體工程預計2021年完工。

### 中濱營區遷移
計畫範圍內的海軍中濱營區鄰近清法戰爭紀念園區（法國公墓），為了配合計畫將遷移至和平島上的海濱和平營區空地，由文化部補助經費，基隆市政府代拆代建。2019年7月31日開工，預計2020年5月完工讓中濱營區部隊進駐。

## 外部連結
- 大基隆歷史場景再現計畫官方網站* （页面存档备份，存于）
- 基隆市議會（页面存档备份，存于）
- 基隆市文化局（页面存档备份，存于）